# Beckham megye (Oklahoma)
Beckham megye az Amerikai Egyesült Államokban, azon belül Oklahoma államban található. Megyeszékhelye Sayre, legnagyobb városa Elk City. Lakosainak száma 22 410 fő (2020. április 1.). Beckham megye Roger Mills, Harmon, Collingsworth, Wheeler, Greer, Kiowa, Washita és Custer megyékkel határos.

## Népesség
A megye népességének változása:
| Lakosok száma | 22 043 | 22 335 | 23 191 | 23 637 | 23 768 | 22 410 |
|               | 2010   | 2011   | 2012   | 2013   | 2015   | 2020   |